# Игдрасил
Игдрасил, Игдразил (Yggdrasills, Yggdrasil, в превод „конят на Иг (Один)“, „бойният кон на Иг“) в скандинавската митология е световно дърво, гигантски ясен, свързващ трите свята – подземното царство, светът на хората и небесния свят на боговете.
Върхът на Игдрасил, Лерад, се извисява над Валхала. На него се намира мъдър орел, между чиито очи стои ястребът Вердфьолнир. На покрива на Валхала стоят козата Хейдрун и еленът Ейктюрмир („с дъбови рога“, „с дъбови краища на рогата“), които се хранят с младите листа на ясена. Стволът на Игдрасил, преминава през средния свят, светът на хората, а трите му корена се простират (според Старата Еда) към царството на мъртвите, към великаните и към хората или (според Младата Еда) — към асите, хримтурсите и Нифлхейм. На средното ниво четири елена (Даин, Двалин, Дунейр и Дуратрор, по един от всяка посока на света) се хранят с листата му, а корените на му непрекъснато са гризани от дракона Нидхьог, подпомаган от неизброимо количество змии, които живеят около него. По ствола на Игдрасил нагоре и надолу снове катерицата Рататоск („Острозъба“), която е вестоносец между орела на върха му и дракона под корените.
При корените на Игдрасил се намират и три извора. Първият е изворът Урд („съдба“), където живеят трите норни, които непрекъснато поливат с вода ясена, за да не изсъхне вследствие на непрекъснатото гризане от дракона, змиите и елените. Вторият е изворът на великана Мимир, известен и като изворът на мъдростта, а третият — Хвергелмир („кипящ котел“).
Името „Игдрасил“, означаващо „коня (бойния кон) на Иг“ (Yggr – „Ужасният“, едно от имената на Один) е типичен за староскандинавската поезия кенинг и е свързано с разказа в скандинавската митология, според който Один виси „обесен“ на това дърво в продължение на девет дни и нощи, за да се сдобие с вода от извора на мъдростта (т.е. със самата мъдрост). От друга страна Один често връзва осмокракия си кон Слейпнир за Игдрасил. Някои изследователи са склонни да виждат и в двата епизода отгласи от шамански посвещенчески митове.
С Игдрасил е свързан и бог Хеймдал, който е един от пазителите му и според някои предположения негов антропоморфен образ.
Смята се, че Лерад и Мимамейд (от Мимир, владетелят на извора на мъдростта) са синоними на Игдрасил, а неговите култови еквиваленти са свещените стълбове-дървета, известни в старите скандинавски и германски племена Ирминсул